# Ringvål
Ringvål är en tätort i Trondheims kommun i Trøndelag fylke i Norge. Orten ligger väster om  Heimdal i den södra delen av kommunen.